# 乌珀斯豪森
乌珀斯豪森是德国莱茵兰-普法尔茨州的一个市镇。总面积3.41平方公里，总人口74人，其中男性42人，女性32人（2011年12月31日），人口密度22人/平方公里。